# Tiziana Merletti
Suor Tiziana Merletti (Pineto, 30 settembre 1959) è una religiosa italiana appartenente all'istituto delle Suore francescane dei poveri, dal 22 maggio 2025 segretario del Dicastero per gli istituti di vita consacrata e le società di vita apostolica.

## Biografia
Nata nel 1959 a Pineto, si laureò in giurisprudenza alla Libera Università Abruzzese degli Studi "Gabriele d'Annunzio" nel 1984 e pronunciò i voti tra le Suore francescane dei poveri nel 1986.
Nel 1992 si addottorò in diritto canonico presso la Pontificia Università Lateranense. Dal 2004 al 2013 è stata superiora generale del proprio ordine.
Ha insegnato diritto canonico presso l'Unione delle Superiori Maggiori d'Italia (USMI) e nella facoltà della Pontificia Università Antonianum. È membro del Consiglio delle Canoniste dell'Unione Internazionale delle Superiore Generali (UISG).
Il 22 maggio 2025 Leone XIV l'ha nominata segretario del Dicastero per gli istituti di vita consacrata e le società di vita apostolica.